# Reichenauer Malschule

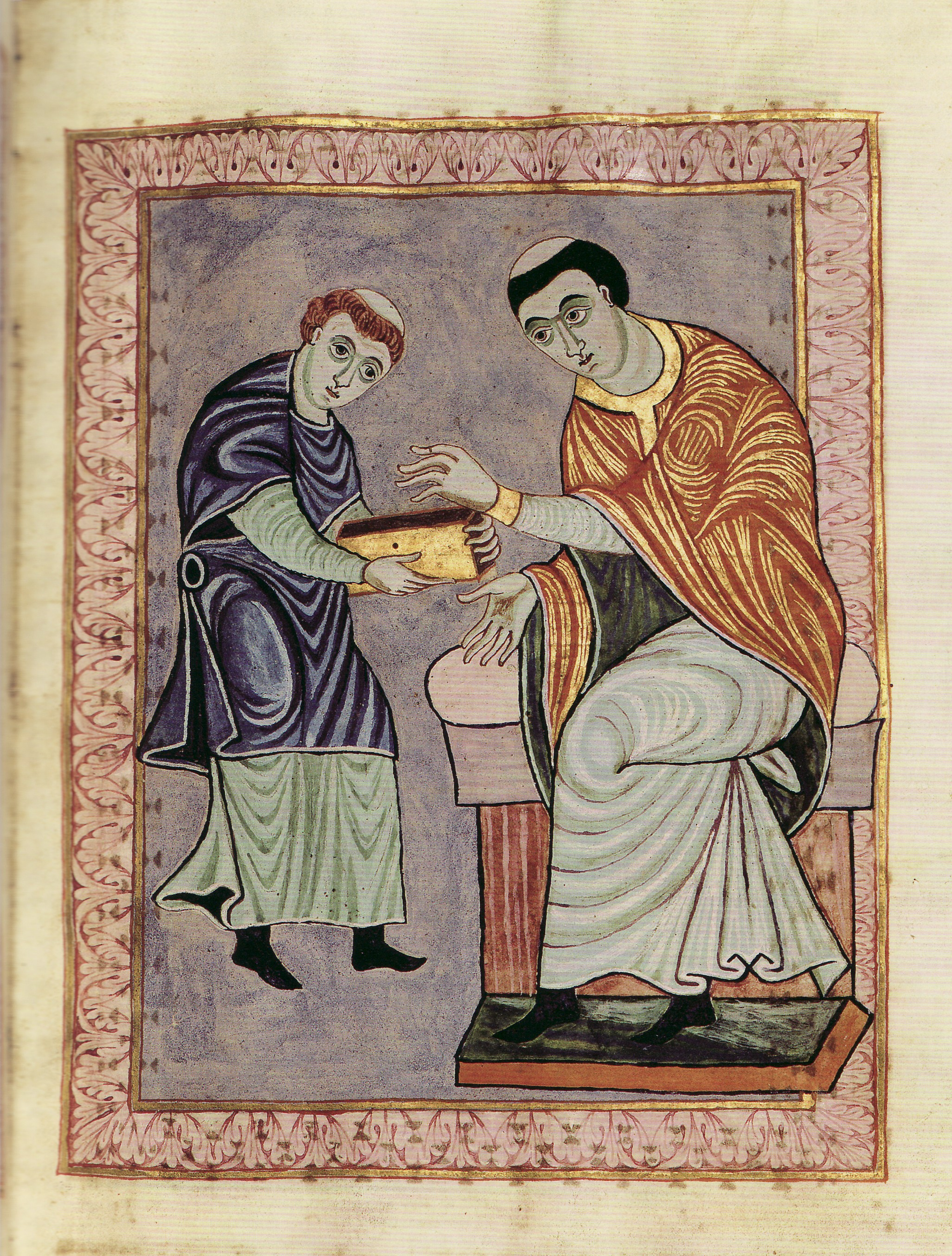
Teil des Widmungszyklus des Gero-Codex: Der Schreiber Anno übergibt dem Kölner Erzbischof Gero das Werk

Als Reichenauer Malschule (oder nur Reichenauer Schule) wird eine Gruppe von Mönchen bezeichnet, die zwischen dem 9. und dem 11. Jahrhundert im Kloster Reichenau zahlreiche Handschriften mit Buchmalerei ausgestattet haben. Viele der dieser Schule zugerechnete Werke zählen zu den berühmtesten Vertretern der ottonischen Buchmalerei. Als Stiftungen von weltlichen und geistlichen Fürsten gelangten die Kunstwerke an Kirchen im ganzen ottonischen und salischen Reich, wo sie aufgrund ihrer kostbaren Ausgestaltung nur zu besonderen Anlässen Verwendung fanden.
Welche der heute in Bibliotheken in ganz Europa aufbewahrten Handschriften auf der Reichenau selbst hergestellt bzw. ausgemalt wurden, ist in der Forschung teilweise stark umstritten. Zehn der Codices wurden 2003 in das UNESCO-Weltdokumentenerbe aufgenommen.

## Werke
Aus dem 9. bis 11. Jahrhundert sind mindestens 70 illuminierte Handschriften (darunter einige Fragmente) erhalten, die wahrscheinlich auf der Reichenau entstanden und/oder dort mit Buchmalerei versehen wurden. Im weiteren Sinn sind sie alle Produkte der Reichenauer Malschule, ebenso wie die Wandmalereien in St. Georg in Reichenau-Oberzell – im engeren Sinn sind vor allem die liturgischen Prachtcodices aus der Zeit von ca. 960 bis ca. 1020 gemeint, wenn in der kunsthistorischen Forschung von der Reichenauer Schule die Rede ist.
Da die Zuordnung zur Schule vor allem auf Basis der Stilkritik geschieht, wird der Begriff teilweise auch dann angewandt, wenn die jeweilige Handschrift nicht auf der Reichenau selbst entstanden ist (z. B. im Falle des Hillinius-Codex) oder die Lokalisierung strittig ist. Letzteres ist für relativ viele Handschriften zumindest zwischenzeitlich der Fall gewesen. Umgekehrt werden auch wahrscheinlich auf der Reichenau entstandene Codices nicht der Reichenauer Schule zugerechnet, wenn sie stilistisch von zeitgleich auf der Reichenau entstandenen Handschriften abweichen (z. B. im Falle des ‚reichenauischen‘ Liller Evangelistar).
Bei mehreren Handschriften fallen der stilkritische und der paläographische Befund auseinander, d. h. die Schrift kann bekannten Skriptorien oder sogar Schreibern zugeordnet werden, die andernorts tätig waren, insbesondere im Falle des Codex Egberti. Als Erklärung für diesen Befund kann, wie bei vielen illuminierten Handschriften des Mittelalters, unter anderem die erst nachträgliche Einfügung der Buchmalerei oder die Mobilität von Schreibern und Malern in Frage kommen.
Zu den berühmtesten Handschriften, die der Schule zugerechnet werden, gehören die zehn Handschriften, die 2003 in das UNESCO-Weltdokumentenerbe aufgenommen wurden:
- Der Bamberger Danielkommentar
- Die Bamberger Apokalypse
- Der Codex Egberti
- Das Egbert-Psalter
- Das Evangeliar Ottos III.
- Das Evangeliar aus dem Bamberger Dom
- Das Poussay-Evangelistar
- Der Gero-Codex
- Das Liuthar-Evangeliar
- Das Perikopenbuch Heinrichs II.

## Gruppen
Die illuminierten Handschriften der Reichenauer Schule werden üblicherweise in mehrere Gruppen unterschieden, die meist nach Schreibern (nicht Malern), die an einer wichtigen Handschrift der jeweiligen Gruppe beteiligt waren, benannt sind:
1. Die Liuthar-Gruppe mit dem Liuthar-Evangeliar, dem Evangeliar Ottos III., dem Perikopenbuch Heinrichs II. und der Bamberger Apokalypse,
2. die Anno-Gruppe (früher Eburnant-Gruppe) rund um den Gero-Codex und
3. die Ruodprecht-Gruppe rund um den Egbert-Psalter.

Die jüngeren Handschriften werden manchmal noch in zwei weitere Gruppen rund um den Bernulphus-Codex bzw. das (Berliner) Reichenauer Evangelistar eingeteilt; die Liuthar-Gruppe wird teilweise noch einmal in weitere Untergruppen geteilt.
Die Zuordnung der einzelnen Handschriften zu den jeweiligen Gruppen ist im Einzelnen oft umstritten. Sie geht überwiegend auf die kunsthistorischen Forschungen des späten 19. und frühen 20. Jahrhunderts zurück; einflussreich war und ist vor allem Boecklers Darstellung von 1925. Die Sinnhaftigkeit einer Einteilung in Gruppen und Untergruppen ist teilweise bestritten worden.

## Überlieferungssituation und Methodik der Zuordnung
Die Reichenauer Handschriften sind nur zum geringen Teil erhalten und heute auf Bibliotheken und Archive im In- und Ausland verteilt. Das gilt vor allem für die kunsthistorisch wertvollen Prachtcodices, die oft als Auftragsarbeiten oder Geschenke früh an verschiedene Orte gelangten. Umgekehrt sind von den Handschriften, die sich bis zur Säkularisation in der Klosterbibliothek befanden (und heute meist in der Badischen Landesbibliothek in Karlsruhe aufbewahrt werden), nur die wenigsten illuminiert. Die verstreute Überlieferung hat Vergleiche zwischen den Handschriften sehr erschwert, wenngleich schon seit dem 19. Jahrhundert vergleichsweise viele Reichenauer Handschriften faksimiliert wurden. Die meisten bis Ende des 20. Jahrhunderts produzierten Faksimiles waren allerdings unvollständig und boten nur verkleinerte, schwarzweiße Abbildungen; erst seit ca. 2000 gibt es vermehrt farbige Vollfaksimiles, sowohl gedruckt als auch digital (z. B. im Rahmen von digitalen Bibliotheken wie der Sammlung Pracht auf Pergament oder der Kaiser-Heinrich-Bibliothek).
Neben der verstreuten Überlieferung ist die Überprüfung der Provenienz auch aus inneren Gründen ungewöhnlich schwierig. Während für den örtlichen Gebrauch hergestellte Codices oft über die Nennung oder Hervorhebung lokaler Personen, Heiliger oder Ereignisse als Produkt eines bestimmten Ortes erkennbar sind, enthalten die für den „Export“ gefertigten Handschriften des Klosters Reichenau oft Texte und Bilder, die sich auf den Bestimmungsort der Handschrift, dortige Heiligenkulte und/oder den Auftraggeber beziehen.
Damit sind zwei übliche Methoden der Lokalisierung – über die Bibliotheksheimat bzw. über Bezüge auf lokale Personen, Heilige und Festkalender – nur begrenzt anwendbar. Explizite Nennungen von Malern oder Schreibern in den Handschriften sind selten und können noch seltener als Nachweis der Entstehung auf der Reichenau dienen. Auch zeitgenössische Erwähnungen der Malerschule oder ihrer Produkte sind spärlich und insgesamt wenig aussagekräftig. Daher spielen beim Nachweis einer Reichenauer Herkunft gerade bei den in der Forschung besonders wichtigen Prachthandschriften zwei andere Methoden eine besonders große Rolle, zum einen die Stilkritik (Untersuchung der Buchmalerei) und zum anderen die Paläographie (Untersuchung der Schrift). Für die Untersuchung von Initialen und Zierschriften können beide Methoden, allerdings mit Einschränkungen, angewandt werden.

## Forschungsgeschichte

### Allgemeines
Die Reichenauer Buchmalerei spielt in der internationalen kunsthistorischen Forschung seit Langem eine zentrale Rolle. Seit dem späten 19. Jahrhundert herrscht ein breiter Konsens, dass die Reichenauer Malschule im 10. und frühen 11. Jahrhundert viele der schönsten und für die Kunstgeschichte wichtigsten Werke der Buchmalerei hervorgebracht hat. Die Zusammenfassung der Codices als Produkte einer Schule und die Verortung derselben im Kloster Reichenau ist vor allem das Ergebnis der bis heute grundlegenden Forschungen von Wilhelm Vöge und Arthur Haseloff. Die Differenzierung in einzelne Gruppen geht auf kunsthistorische Forschungen des frühen 20. Jahrhunderts zurück, wenngleich kein endgültiger Konsens über die einzelnen Zuordnungen erreicht werden konnte. Stilkritische Forschungen haben im Vergleich zu paläographischen und erst recht liturgiegeschichtlichen Arbeiten den bei weitem größten Anteil an den Forschungen zur Reichenauer Malschule.

### Spätes 19. und frühes 20. Jahrhundert
Wilhelm Vöge hatte 1891 die stilistischen Gemeinsamkeiten des Liuthar-Evangeliar, des Evangeliars Ottos III. (= Clm 4453, zitiert mit der Altsignatur Cim.58) und des Bamberger Daniel-Kommentars (Msc.Bibl.22, damals A.I.47) betont und sie zusammen mit dem Perikopenbuch Heinrichs II. (= Clm 4452, damals Cim.57) und neun weiteren Handschriften als eng verwandt bezeichnet. Er bewertete die Illuminationen in diesen Handschriften als die „hervorragendsten“ ihrer Zeit. Er verglich sie auch mit den Wandmalereien in St. Georg (Oberzell) und sprach sich vor allem aufgrund der Unterschiede zu diesen gegen eine Reichenauer Heimat der von ihm untersuchten Handschriften aus. Kurz darauf argumentierte Arthur Haseloff für eine Entstehung des (zuvor meist nach Trier lokalisierten) Egbert-Psalter und weitere Handschriften auf der Reichenau. Haselhoff rechnete damit auch alle Handschriften der „Vöge'schen Gruppe“ (heute „Liuthar-Gruppe“ genannt) der Reichenauer Schule zu. Das Kloster Reichenau bezeichnete er als „Hauptort“ dieser Schule, aber auch Rheinau, Sankt Gallen und andere „Nachbarklöster“ hatten nach Haselhoff Anteil an dieser Schule. Vöges stilkritische Argumente für den Zusammenhang vieler Handschriften und Haseloffs Argumente für die Lokalisierung der ganzen Schule wurden rasch weithin akzeptiert, beide Studien gelten bis heute als maßgeblich. Die Arbeiten von Vöge zählen auch methodisch zu den prägenden Werken der Kunstgeschichte.

### Weiteres 20. Jahrhundert bis heute
In den folgenden Jahren und Jahrzehnten wurden weitere Handschriften vor allem aufgrund stilkritischer Analysen der Reichenauer Schule zugeordnet. Für einzelne Handschriften und Gruppen wurde aber auch immer wieder andere Entstehungsorte ins Spiel gebracht, unter anderem Sankt Blasien für die Roudprecht-Gruppe (Adolf Merton, Max Kemmerich), Einsiedeln für den Egbert-Psalter und andere Handschriften (DeWald), wiederholt Trier für den Codex Egberti und das Berliner Epistolar (Adolph Goldschmidt, Hubert Schiel) sowie Lorsch (Dodwell/Turner). Grundsätzliche Zweifel, dass die Reichenau der Entstehungsort zahlreicher Meisterwerke der ottonischen Buchmalerei war, wurden vor allem in den 1960er Jahren stärker diskutiert; Romuald Bauerreiß sah nur für drei Handschriften eine Reichenauer Herkunft als gesichert an, Charles Reginald Dodwell blieb lebenslänglich sehr skeptisch, und bis heute gibt es Zweifel an der räumlichen Einheit der Schule. Diese Positionen sind aber insgesamt Minderheitsmeinungen geblieben. Als gesichert gilt allerdings, dass insbesondere der Codex Egberti und das Berliner Epistolar Ergebnis einer „Trier-Reichenauer Zusammenarbeit“ sind. Auch die paläographischen Befunde von Hartmut Hoffmann, der den Einfluss der Skriptorien von Trier, Köln und Kloster Seeon nachweisen konnte, wurden allgemein akzeptiert.
Für den sogenannten Meister des Registrum Gregorii nimmt die Forschung seit Percy Ernst Schramm einen mindestens zeitweiligen Aufenthalt im Kloster Reichenau und eine Beteiligung an seinen Handschriften an.

## Rezeption
Neben der großen Bedeutung der Reichenauer Buchmalerei für die Kunstgeschichte (siehe Forschungsgeschichte) waren die Handschriften immer wieder auch Gegenstand öffentlichen Interesses. Große Aufmerksamkeit erlangte die 1925 publizierte Festschrift zum Reichenau-Jubiläum. Im Laufe des 20. Jahrhunderts wurden einzelne Handschriften aus der Reichenauer Schule mehrfach einem großen Publikum gezeigt, unter anderem in den Ausstellungen Ars sacra (München 1950) und Vor dem Jahr 1000 (Köln 1991). Immer wieder wurden die Handschriften auch ganz oder in Teilen faksimiliert, was aber sehr aufwändig war. Ende des 20. und Anfang des 21. Jahrhunderts nahm das Interesse noch einmal deutlich zu. So wurde die Bamberger Apokalypse 2000/01 in Bamberg und 2012 in München ausgestellt, im Jahr 2000 und noch einmal 2022 wurden aufwändig erstellte Faksimiles gedruckt. Vor allem aber wurden im Jahr 2003 zehn der Reichenauer Malschule zugerechnete Codices als „kulturgeschichtlich einzigartige Dokumente, die exemplarisch das kollektive Gedächtnis der Menschheit repräsentieren“ in das UNESCO-Weltdokumentenerbe aufgenommen. Das war auch Anlass für eine Ausstellung in München und Bamberg im Jahr 2004. Auch in der Ausstellung Pracht auf Pergament (zunächst 2013 in München gezeigt, dann digital fortgesetzt) spielten Reichenauer Prachtcodices ebenfalls eine prominente Rolle.
Aus Anlass des 1.300-jährigen Jubiläums der Klosterinsel Reichenau im Jahr 2024 stehen die Handschriften und weitere Zeugnisse von der Insel unter dem Titel Welterbe des Mittelalters im Mittelpunkt der „Großen Landesausstellung“ Baden-Württemberg vom April bis Oktober des Jahres im Archäologischen Landesmuseum Baden-Württemberg in Konstanz sowie auf der Insel Reichenau selbst.

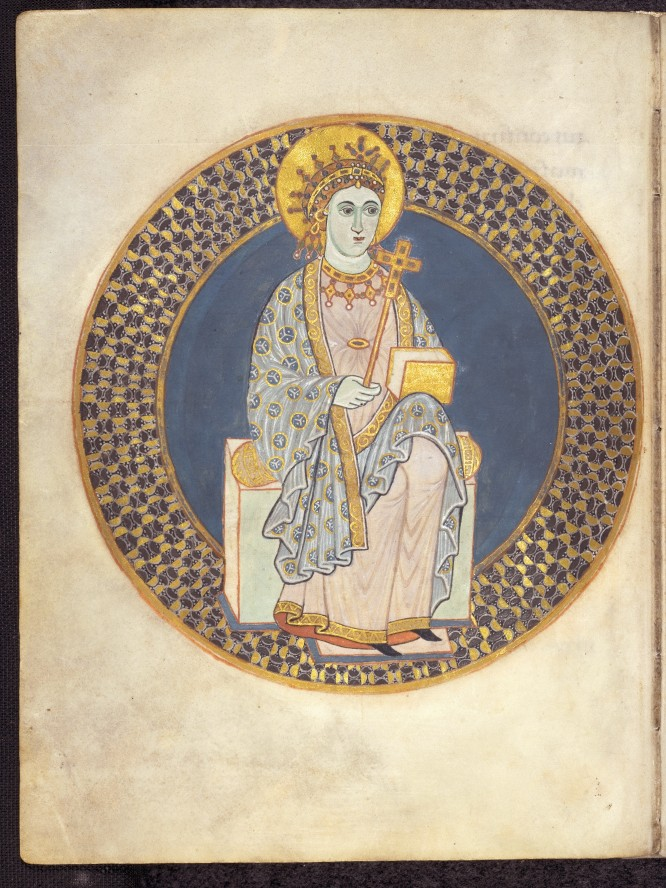
Majestas Domini aus dem Petershausener Sakramentar
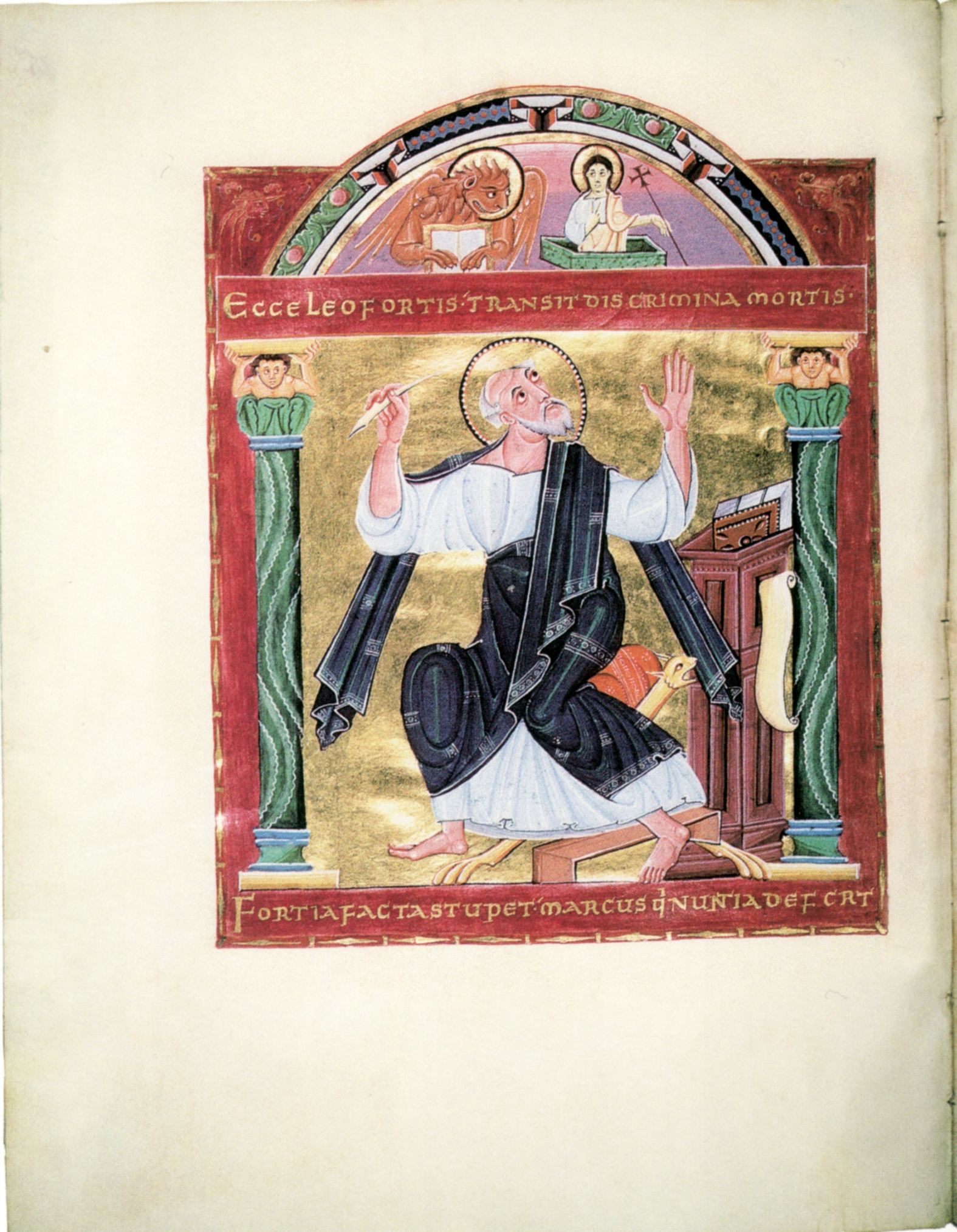
Evangeliar aus dem Bamberger Dom: Evangelist Markus
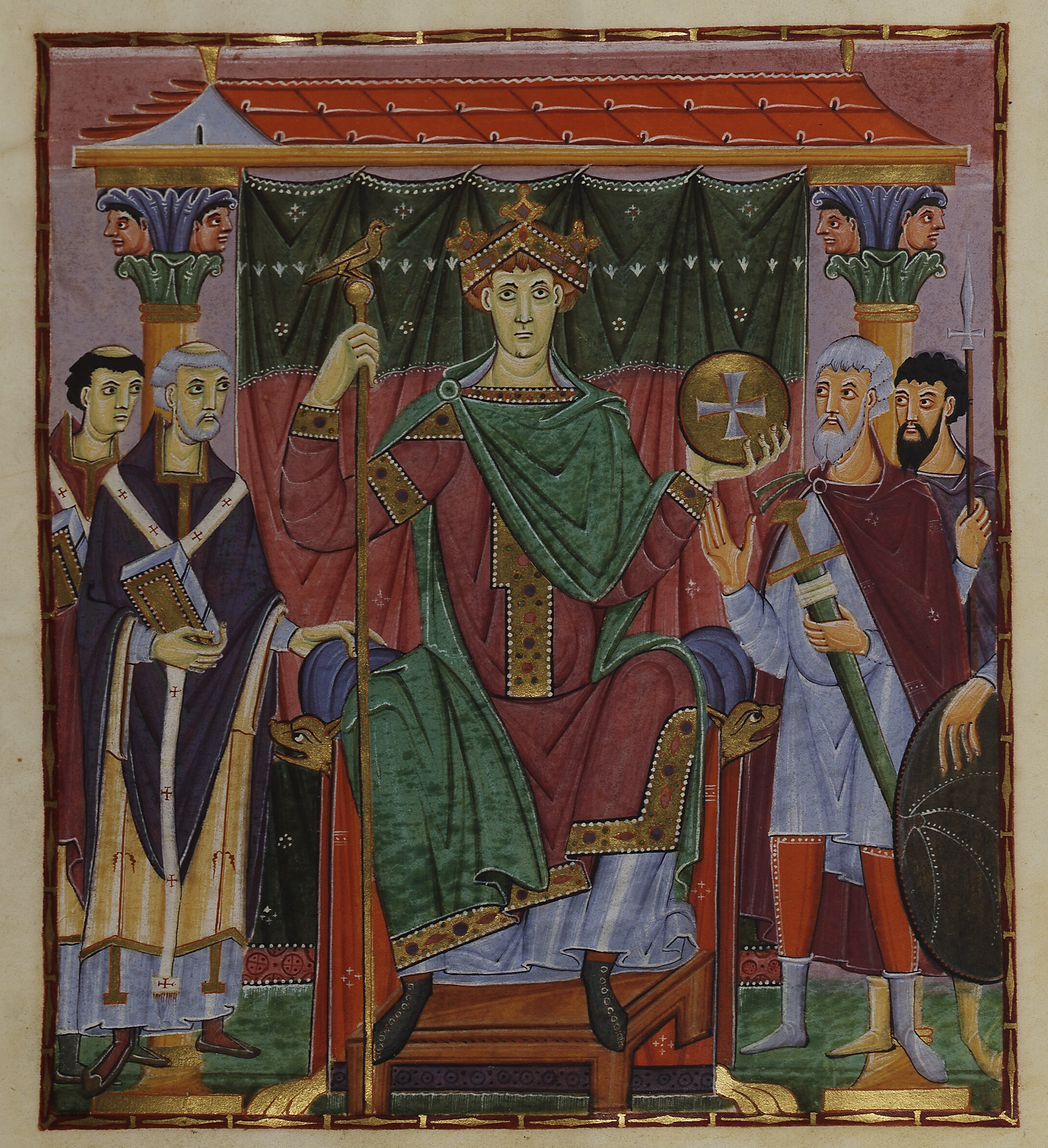
Evangeliar Kaiser Ottos III.: Der thronende Herrscher
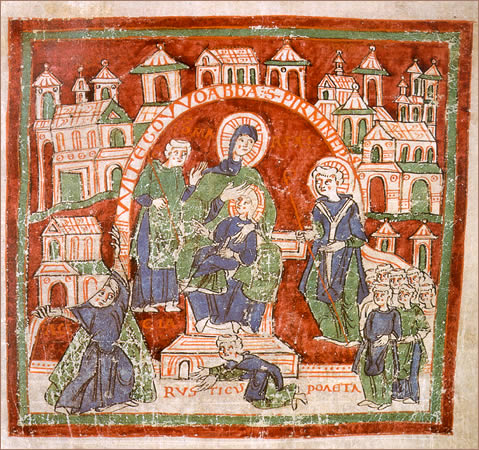
Widmungsbild Gesta Witigowonis des Purchard von Reichenau
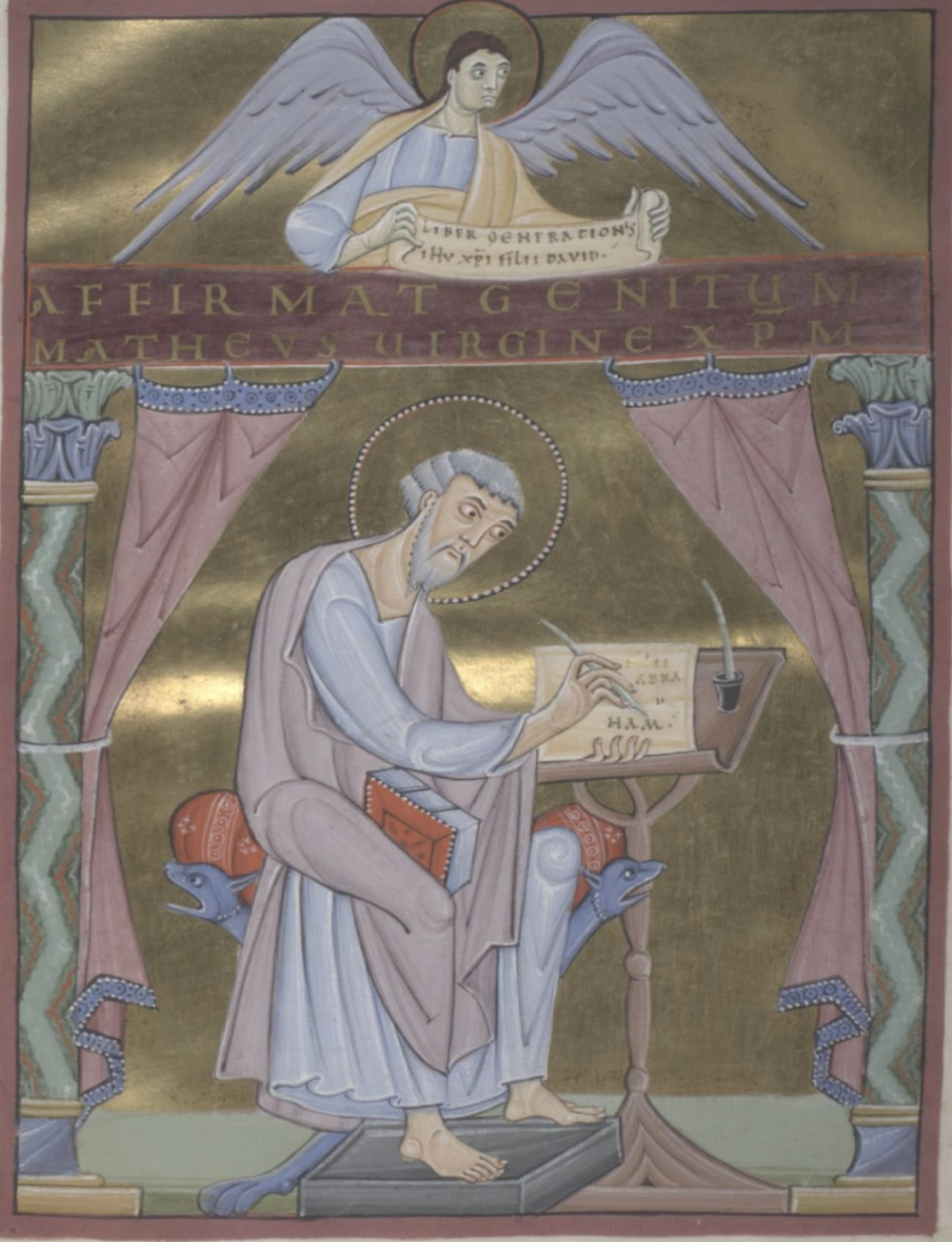
Hillinus-Codex: Evangelist Matthäus